# 客貨混編列車
客貨混編列車，就是把鐵路客車及貨車混合編組的列車。在鐵路發明初期，這種編組方式頗為流行，及至20世紀開始式微，主要是因為貨運列車速度慢，因此這種列車現今僅可在一些鐵路支線上找到。